# Fellbach
Fellbach è un comune tedesco di 44 054 abitanti, situato nel land del Baden-Württemberg.

## Cultura

### Media
- È ambientata a Fellbach la serie televisiva Un caso per B.A.R.Z. (Ein Fall für B.A.R.Z.), trasmessa in Germania dal 2005 al 2008[2]

## Amministrazione

### Gemellaggi
- Pécs, dal 1986
- Tain-l'Hermitage
- Tournon-sur-Rhône
- Erba